# Fint skal det være (tv-serie)
 For alternative betydninger, se Fint skal det være. (Se også artikler, som begynder med Fint skal det være)
Fint skal det være (originaltitel: Keeping Up Appearances) er en britisk sitcom, der har været vist på DR1 fra 1995 og på TV2 Charlie fra 2007. Der er indspillet 44 episoder, hvoraf de 42 er 30 minutter lange og to er henholdsvis 50 og 60 minutter, samt to korte episoder til en årlig tv-velgørenhedsudsendelse. Serien blev vist i Storbritannien mellem 1990 og 1995.
Seriens hovedperson er den stærkt snobbede Hyacinth Bucket, der terroriserer sine omgivelser med sit forsøg på at give udseende af at være højere i det sociale hierarki, end hun med sin middelklassebaggrund har belæg for. De enkelte episoder har en kort historie på den baggrund, hvor Hyacinths ambitioner støder sammen med virkeligheden med humoristiske resultater som følge. En række tilbagevendende situationer varieres og indflettes på passende steder i episoderne.

## Medvirkende
- Patricia Routledge – Hyacinth Bucket
- Clive Swift – Richard Bucket, Hyacinths mand
- Judy Cornwell – Daisy, Hyacinths søster
- Geoffrey Hughes – Onslow, Daisys mand
- Shirley Stelfox – Rose, Hyacinths søster (Sæson 1)
- Mary Millar – Rose, Hyacinths søster (Sæson 2-5)
- Josephine Tewson – Elizabeth Warden, Hyacinths nabo
- David Griffin – Emmet Hawksworth, Elizabeths bror og logerende
- George Webb – Hyacinths far
- Anna Dawson – Violet, Hyacinths søster
- John Evitts – Bruce, Violets mand
- Jeremy Gittins – præsten Michael
- Marion Barron – præstekonen
- Peter Cellier – majoren
- David Janson – postbuddet Michael

## Tilbagevendende situationer
- Hyacinth insisterer på, at efternavnet Bucket ("Spand") udtales "Bouquet" ("Buket").
- Hendes hus er altid pertentligt rengjort, hvilket betyder, at arbejdende personer, der kommer indenfor i huset, afkræves at afføre sig skoene og undlade at berøre vægge og lignende.
- Hver gang telefonen ringer hos familien Bucket, tager Hyacinth den med ordene: "The Bouquet residence, the lady of the house speaking!" ("Bouquet-huset, det er fruen i huset!").
- Richard, Hyacinths mand, er en flegmatisk mand, der er under tøflen. Hyacinth herser og regerer med ham konstant under hans mere eller mindre tydelige protester. I forbindelse med bilkørsel forventer hun, at han holder døren for hende, når hun stiger ind eller ud. Hun dirigerer meget detaljeret hans kørsel (altid lav hastighed, altid passe på andre trafikanter, også når de er langt væk). Mange af de fejl, hun begår, giver hun Richard skylden for.
- Sønnen Sheridan er flyttet til London for at studere, og han ringer ofte hjem for at lokke penge ud af sin mor – til farens store fortrydelse. Hyacinth er meget stolt af Sheridan og forsømmer dårligt en lejlighed til at prale af ham samt vise mængder af fotografier af ham. Sheridan optræder kun indirekte via telefonsamtalerne, og ud fra Hyacinths dele af samtalerne med ham får seerne en klar opfattelse af, at han er homoseksuel, hvilket dog helt undgår Hyacinths opmærksomhed.
- Hyacinth har et særdeles anstrengt forhold til søstrene Daisy og Rose, der overhovedet ingen sociale ambitioner har. Rose bor hos Daisy og hendes mand Onslow i et hus, der er elendigt holdt, møgbeskidt og særdeles rodet. Rose har kun sine skiftende herrebekendtskaber i tankerne, mens Daisy er mere end tilfreds med den arbejdsløse Onslow. Hyacinth kommer kun nødtvungent hos dem, blandt andet fordi de også har søstrenes gamle, senile far boende.
- I Daisy og Onslows forhave står et gammelt vrag af en bil, og heri holder deres hund til. Hver gang Hyacinth dukker op, stikker den hovedet ud og gør, så hun bliver så forskrækket, at hun ryger ind i hækken.
- Det er et endnu større problem for Hyacinth, hvis Daisy, Onslow og Rose dukker op hjemme hos hende og Richard, hvor naboer og andre, hun vil imponere, kan komme. Daisy og Onslow er altid sjusket påklædt, mens Rose altid har for udfordrende tøj på. Desuden er deres bil et vrag, der altid larmer og oser. Havelågen falder af, når man åbner den, og Hyacinth beder Richard om at lade den ligge på jorden.
- Til gengæld praler Hyacinth ofte og gerne af sin tredje søster Violet, der har giftet sig til rigdom: "My sister Violet, you know, the one with the Mercedes, sauna and room for a pony!" ("Min søster Violet, du ved, hende med Mercedes, sauna og plads til en pony!"). At Violet og Bruces ægteskab er særdeles aparte, vælger Hyacinth at ignorere så meget som muligt.
- Naboen Elizabeth, hvis mand altid er bortrejst på arbejde, er noget nær den eneste person ud over familien, der frivilligt besøger Hyacinth. Elizabeth bliver tit indbudt til te med småkager i køkkenet, men i samværet med Hyacinth bliver hun som regel så nervøs, at hun taber kopper, tallerkner, kager og lignende til Hyacinths store mishag. Specielt hvis der er tale om Hyacinth's Royal Doulton-stel.
- Hyacinth siger gerne, at Elizabeth selv må vælge hvor hun vil sidde – men når hun så sætter sig, får hun beskeden "ikke der, der vil jeg gerne sidde."
- Emmet, der som fraskilt flytter ind hos sin søster Elizabeth, får ligeledes nervøse anfald af samværet med Hyacinth. Denne har en misforstået opfattelse af, at Emmet sætter meget stor pris på sig, ikke mindst sin håbløse sangstemme. Emmet er musiker og ender uheldigvis ofte i situationer, hvor Hyacinth føler trang til at synge for ham.
- Hyacinth bruger meget tid på at arrangere "candlelight suppers" (stearinlysmiddage) og forsøge at få notabiliteter indbudt hertil. Gæsterne søger dog på alle måder at undgå middagene, og hvis det endelig lykkedes at få en af dem med, ender det alligevel i skandale – f.eks. ved at Daisy og Onslow dukker op.
- Hyacinth deltager energisk i den lokale kirkes sociale arrangementer, som amatørteater, markeder etc. Præsten og hans kone må lægge ryg til mange problemer i den sammenhæng, og øvrige deltageres interesse kølnes betragteligt, når Hyacinth deltager og forsøger at styre arrangementerne.
- Majoren har af en eller anden grund en særlig forkærlighed for Hyacinth. Hans sociale placering gør, at hun meget gerne vil være sammen med ham, men hun har det særdeles svært med hans kontante tilnærmelser.